# تششمة مورينه (مقاطعة دلفان)
تششمة مورينه (بالفارسية: چشمه مورینه) هي قرية تقع في Nurabad Rural District في إيران. يقدر عدد سكانها بـ 85 نسمة بحسب إحصاء 2016.